# Różycki (1893)
Różycki – polski statek uzbrojony. Był to cywilny holownik wiślany zarekwirowany przez wojsko w 1919 roku i prowizorycznie uzbrojony w dwa ciężkie karabiny maszynowe. Wykorzystywany był do patrolowania Wisły, na której operowała również ochotnicza niemiecka Wiślana Flotylla Strażnicza, strzegąca linii demarkacyjnej między Polską a Niemcami.

## Budowa
Parowy holownik o napędzie śrubowym, późniejszy „Różycki”, został zbudowany w 1893 roku w stoczni F. Schichau w Elblągu, dla rosyjskiej administracji wiślanej w Warszawie. W 1915 roku podczas I wojny światowej został zdobyty przez Niemców i wcielony do niemieckiej Flotylli Wiślanej (Weichselflotille) jako „Gerta”. 17 września 1919 roku został przejęty przez Polaków i wcielony do służby pod nazwą „Różycki”.

## Incydent pod Silnem
2 listopada 1919 roku statek dowodzony przez podporucznika marynarki Władysława Suskiego na skutek błędu nawigacyjnego naruszył linię demarkacyjną. Doszło do wymiany ognia z posterunkiem niemieckiej straży granicznej oraz statkiem „Möwe”, uzbrojonym w 2 działa kalibru 37 mm i 2 ciężkie karabiny maszynowe. „Różycki” dobił do brzegu, gdzie jego dowódca miał zamiar spróbować polubownie wyjaśnić zaszłe nieporozumienie, jednak załoga została aresztowana przez Niemców. Statek wcielony został następnie do grupy Thorn Wiślanej Flotylli Strażniczej pod nazwą „Reiher”. Następnie służył w Piławie, a 1 maja 1923 roku znajdował się w posiadaniu Reichstreuhandeges.

## Dane
- wyporność: 22 tony[1]
- długość: 17,5 m[1]
- szerokość: 3 m[1]
- zanurzenie: 0,7 m[1]
- napęd: sprzężona maszyna parowa o mocy indykowanej 30 KM, 1 kocioł, 1 śruba[1]